# Belgische Kammer der Übersetzer und Dolmetscher
Die Belgische Kammer der Übersetzer und Dolmetscher (französisch Chambre belge des Traducteurs et Interprètes, niederländisch Belgische Kamer van Vertalers en Tolken, abgekürzt CBTI/BKVT) ist ein Berufsverband ohne Erwerbszweck und wurde am 16. April 1955 in Brüssel gegründet. Seit 1956 ist sie Mitglied der internationalen Dachorganisation der Übersetzerverbände, der Fédération internationale des traducteurs (FIT).

## Geschichte
1955 wurde die belgische Kammer der Übersetzer, Dolmetscher und Philologen (CBTIP/BKVTF) von Hugo Singer, Adolphe Van Mulders, Julien D’Archembeau, Henri Van Hoof, Enrico Angelini, R. Cambien und Max Mandart in Brüssel gegründet (Veröffentlichung der Gründungsurkunde im Belgischen Staatsblatt 14. Mai 1955). Vorsitzender des ersten Verwaltungsrates war Hugo Singer, stellvertretender Vorsitzender Julien D’Archembeau und Generalsekretär Henri Van Hoof, unter dessen Leitung bereits 1955 die erste Ausgabe der Verbandszeitschrift Le Linguiste / De Taalkundige veröffentlicht wurde.
Damals gab es für Übersetzer und Dolmetscher noch keine Ausbildungsstätten in Belgien. Eines der ersten Ziele der CBTIP/BKVTF bestand daher in der Schaffung spezifischer Ausbildungsgänge; die Kammer begleitete in der Folgezeit die Gründung aller heute bestehenden Ausbildungseinrichtungen.
1956 wurde die CBTIP/BKVTF Mitglied der Fédération Internationale des Traducteurs (FIT), an deren Arbeit sie seitdem stets sehr aktiv mitgewirkt hat.
1970 übertrugen die Brüsseler Gerichte der CBTIP/BKVTF die Durchführung von Prüfungen für die Zulassung von vereidigten Übersetzern. In der Folge beschlossen weitere belgische Gerichte, die Fachkenntnis der Kammer für die Bewertung der Kompetenzen der Bewerber, die als vereidigte Übersetzer tätig werden wollen, in Anspruch zu nehmen.
1984 und 1985 stellte die CBTIP/BKVTF Kontakte zum Ministerium des Mittelstandes her, das den Verband als Vertreter des Berufsstandes der Übersetzer und Dolmetscher anerkannte.
2001 bezog die Kammer zum ersten Mal eigene Räume mit einem ständigen Sekretariat in der Rue Ravenstein in Brüssel und stellte eine Verwaltungsmitarbeiterin ein.
2002 legte die CBTIP/BKVTF einen Grundlagentext für ein Gesetz zur Regelung des Statuts der vereidigten Übersetzer und Dolmetscher vor.
Seit dem 1. Juli 2005 befindet sich der Geschäftssitz der CBTIP/BKVTF in der Rue Montoyer 24 in Brüssel.
Im Februar 2006 erhielt die CBTIP/BKVTF einen Sitz im Hohen Rat für Selbständige und Kleine und Mittlere Betriebe. Dies bedeutete eine wichtige Anerkennung für den Berufsstand der Übersetzer und Dolmetscher. Im gleichen Jahr wurde die CBTIP/BKVTF Mitglied der Federatie van de Vrije en Intellectuele Beroepen (FVIB) und der Union des Professions Libérales et Intellectuelles de Belgique (UNPLIB).
2013 beschloss die Generalversammlung den Namen des Verbandes in Chambre belge des Traducteurs et Interprètes / Belgische Kamer van Vertalers en Tolken (CBTI/BKTV) zu ändern. Gleichzeitig verabschiedete sie eine neue Geschäftsordnung und neue Statuten. Hierdurch wurde unter anderem die Schaffung einer neuen, mit dem Namen „Stagiaires“ (Hospitanten) bezeichneten Mitgliederkategorie möglich, deren Ziel die Einbindung und Begleitung von Übersetzern und Dolmetschern ist, die die Bedingungen für eine Vollmitgliedschaft noch nicht erfüllen.
Am 3. Juli 2013 war die CBTI/BKVT zum ersten Mal in ihrer Geschichte zu einer Anhörung vor dem Rechtsausschuss der Abgeordnetenkammer eingeladen, um ihre Empfehlungen zu den drei Gesetzesvorlagen zum Statut der vereidigten Übersetzer und Dolmetscher zu erläutern, die im belgischen Parlament zur Diskussion standen. Alle drei Gesetzesvorlagen stützten sich auf den 2002 von der CBTI/BKVT erarbeiteten Grundlagentext.

## Struktur

### Organe der CBTI/BKVT

#### Generalversammlung
Die Generalversammlung ist das oberste Organ des Verbandes und beschließt über alle Grundsatzangelegenheiten.

#### Verwaltungsrat
Der Verwaltungsrat ist für die Leitung der CBTI/BKVT verantwortlich. Die (maximal 15) Verwaltungsratsmitglieder werden jeweils für zwei Jahre von der Generalversammlung gewählt. Sie sind mit einer Reihe von Mandaten für die Verwaltung und Repräsentation der CBTI/BKVT beauftragt. Alle Verwaltungsratsmitglieder erfüllen ihre Aufgaben ehrenamtlich.

#### Instanzen zur Beilegung von Streitfällen
Die CBTI/BKVT verfügt über zwei Instanzen zur Beilegung von Streitfällen: einen Schlichtungsausschuss und einen Disziplinarrat.

### Vorsitzende der CBTI/BKVT von 1955 bis heute
- 1955–1962: Hugo Singer
- 1962–1971: Henri Van Hoof
- 1971–1973: A. Van Lul
- 1973–1974: Gustave Cammaert
- 1974–1978: A. Wautier
- 1978–1997: Jean-Bernard Quicheron
- 1997–2005: Doris Grollmann
- 2005–2013: Agnès Feltkamp
- 2013–2015: Ludovic Pierard
- 2015–2017: Rita Roggen
- 2017–2021: Guillaume Deneufbourg
- Seit 2021: Sébastien Devogele

## Mitglieder
Der CBTI/BKVT gehören sowohl freiberufliche wie angestellte Übersetzer und Dolmetscher an. Die rund 400 Mitglieder des Verbandes sind in Belgien oder im Ausland angesiedelt und bieten zusammen über einhundert Sprachenkombinationen in einer Vielzahl von Fachgebieten an. Sie übersetzen stets in ihre Muttersprache. Bewerber für eine ordentliche Mitgliedschaft müssen einen in Belgien oder im Ausland erworbenen Masterabschluss als Übersetzer, Dolmetscher oder in einer linguistischen Fachrichtung oder mindestens drei Jahre Berufserfahrung nachweisen. Bis zur Erfüllung dieser Kriterien kann jeder, der als Übersetzer/Dolmetscher tätig ist, als Hospitant Mitglied werden.

## Ehrenordnung
Die Mitglieder verpflichten sich, die Bestimmungen der Ehrenordnung des Verbandes einzuhalten.

## Publikationen und andere Kommunikationsinstrumente

### Jahrbuch
Das „Jahrbuch“ enthält ein Verzeichnis der Mitglieder, ihre Sprachkombinationen und Fachgebiete sowie Informationen über den Verband und über die Tätigkeit von Übersetzern und Dolmetschern.

### Website
Die Website des Vereins ermöglicht die Online-Suche nach einem geeigneten Übersetzer oder Dolmetscher. Sie informiert außerdem aktuell über die Kammer und ihre Aktivitäten und enthält zahlreiche nützliche Materialien und Links.

### FastInfo
Die interne Mailingliste FastInfo bietet den Mitgliedern eine Plattform für den Austausch von fachspezifischen Informationen, für die gegenseitige Hilfestellung bei sprachlichen oder anderen tätigkeitsspezifischen Problemen und für die Weiterleitung oder Vergabe von Übersetzungs-/Dolmetschaufträgen.

### Le Linguiste/De Taalkundige
Die vierteljährlich erscheinende Fachzeitschrift De Taalkundige/Le Linguiste enthält Artikel über theoretische und praktische Fragen des Übersetzens und Dolmetschens (neue Wörterbücher, Übersetzungssoftware usw.).
Sie informiert darüber hinaus über die internen und externen Aktivitäten der CBTI/BKVT und ihre Teilnahme an für den Sektor relevanten Veranstaltungen.

### Vade-mecum du traducteur indépendant/Vademecum van de zelfstandige vertaler
Eine von der CBTI/BKVT für ihre Mitglieder zusammengestellte Informationssammlung (Vade-mecum du traducteur indépendant/Vademecum van de zelfstandige vertaler) gibt Antworten auf Fragen, die sich in Bezug auf administrative, finanzielle, rechtliche und praktische Aspekte zu Beginn der Tätigkeit und während der beruflichen Laufbahn als freiberuflicher Übersetzer stellen können.

### Soziale Netzwerke
Die CBTI/BKVT ist seit 2012 unter der Bezeichnung „Belgian Chamber of Translators and Interpreters“ auf Facebook präsent.

## Aktivitäten
Die CBTI/BKVT veranstaltet regelmäßig Kolloquien, Schulungen und Seminare, unter anderem anlässlich des jedes Jahr am 30. September begangenen Internationalen Übersetzertages.
Informelle Treffen bieten den Mitgliedern Gelegenheit, sich besser kennenzulernen, Erfahrungen auszutauschen und Kontakte für die Zusammenarbeit zu knüpfen.

## Externe Kontakte

### Kontakte zum Markt und zu öffentlichen Einrichtungen
Eines der Ziele der CBTI/BKVT ist es, ihre Mitglieder und deren Tätigkeit bei Berufsverbänden, Unternehmen, Ministerien und anderen Einrichtungen, die die Dienste von Übersetzern und Dolmetschern in Anspruch nehmen, besser bekannt zu machen. Hierzu nimmt sie regelmäßig an Tagungen, Messen und Kolloquien teil. Außerdem leitet sie Ausschreibungen, Angebote und Anfragen internationaler Organisationen und anderer Auftraggeber an ihre Mitglieder weiter.

### Zusammenarbeit mit branchenübergreifenden Verbänden
Die CBTI/BKVT ist Mitglied der Union nationale des professions libérales et intellectuelles (UNPLIB) und der Federatie voor Vrije en Intellectuele Beroepen (FVIB). Dies verschafft ihr die Möglichkeit, sich auf der politischen Ebene zu Entscheidungen zu äußern, die die von ihr vertretenen Berufe betreffen. Über die UNPLIB und die FVIB ist die CBTI/BKVT ebenfalls mit der Union des classes moyennes (UCM) und der Unie van Zelfstandige Ondernemers (Unizo) verbunden. Hierdurch wird den Mitgliedern der CBTI/BKVT zum einen der Zugang zu zahlreichen Vorträgen und Schulungen eröffnet, zum anderen ist die CBTI/BKVT durch die beiden Organisationen ebenfalls auf europäischer Ebene präsent.
Als Berufsverband hat die CBTI/BKVT einen Sitz in der Sektorenkommission 15 („Sonstige freie und intellektuelle Berufe“) des Hohen Rats für Selbständige und KMB. Dies bedeutet eine Anerkennung der CBTI/BKVT auf nationaler Ebene: Sie ist als einziger Verband in Belgien für die Vertretung der Interessen der Übersetzer und Dolmetscher anerkannt.

### Internationale Zusammenarbeit
Seit dem 1. Januar 1956 ist die CBTI/BKVT Mitglied der Fédération internationale des traducteurs (FIT). Die FIT ist als Dachverband von 107 Übersetzerverbänden aus über 60 Ländern von der UNESCO anerkannt. Von Anfang an war die CBTI/BKVT regelmäßig durch mehrere Mitglieder in verschiedenen FIT-Ausschüssen sowie in der Redaktion der FIT-Zeitschrift Babel vertreten.
Die CBTI/BKVT pflegt enge Beziehungen zu verschiedenen Übersetzer- und Dolmetscherverbänden anderer Länder. Dies geschieht insbesondere im Rahmen des Réseau franco-allemand, des Réseau franco-anglais und des Réseau franco-espagnol.